# Apterona stauderi
Apterona stauderi is een vlinder uit de familie zakjesdragers (Psychidae). De wetenschappelijke naam van deze soort is voor het eerst geldig gepubliceerd in 1923 door Eugen Wehrli.
De soort komt voor in Europa.